# Francis Ona
Francis Ona (c. 1953 - 24 de julio de 2005) fue un líder secesionista de Bougainville que encabezó un levantamiento contra el Gobierno de Papúa Nueva Guinea motivado por lo menos en un primer momento por su preocupación por la explotación de la mina Panguna en Bougainville Copper, un subsidiario de Rio Tinto Group. Se proclamó a sí mismo "Rey de Meekamui" en mayo de 2004.
Ona murió el 24 de julio de 2004 de la malaria en su pueblo. Le sucedió como Rey de Me’ekamui  Noah Musingku, reinando como el Rey David Peii II.